# 寻找1967的女神
《寻找1967的女神》（英語：The Goddess of 1967）是一部於2000年上映的澳洲電影。電影由澳門籍的澳洲人羅卓瑤執導，並與丈夫方令正共同創作劇本。它講述了一個有錢年輕日本人（黑川力矢飾）去澳洲旅行並打算買一輛在網上銷售網站找到的雪鐵龍汽車。然而到了哪裡，一切不如想像，而最後與一名金髮女子（罗丝·伯恩飾）來了一場公路旅行。
電影於1999年晚旬在東京和澳洲新南威爾斯州的萊特寧嶺附近拍攝。它贏得多項獎項，包括沃爾庇杯最佳女演員獎和芝加哥影展最佳導演獎。

## 票房
《遇上1967的女神》在澳洲獲得103,449美元票房。

## 外部鏈接
- 互联网电影数据库（IMDb）上《遇上1967的女神7》的资料（英文）